# Ce dont rêvent les filles
Pour plus de détails, voir Fiche technique et Distribution.
Ce dont rêvent les filles (What a Girl Wants), ou Ce que fille veut au Québec, est un film américain réalisé par Dennie Gordon, sorti en 2003. Il met en vedette l'actrice Amanda Bynes. Ce film est basé sur la pièce de William Douglas-Home, The Reluctant Debutante.

## Synopsis
Déterminée à retrouver son père biologique et prouver que l'amour est plus fort que tout, Daphné (Amanda Bynes) se rend à Londres pour découvrir que son père n'est nul autre que Lord Henry Dashwood (Colin Firth), un influent aristocrate politicien. Voyant que son comportement et son tempérament bouleversent la haute société, mettant en péril la carrière politique de son père et sa relation avec lui, Daphné accepte de jouer le jeu du protocole et de la bienséance, espérant ainsi plaire à son père et s'intégrer à sa nouvelle famille. Elle s'aperçoit rapidement que sa vie rêvée n'est pas aussi rose qu'elle se l'imaginait. Son petit ami Ian Wallace (Oliver James) refuse de lui parler et elle finit par rentrer à New York. Mais son père finit par comprendre qu'elle est la seule chose qui compte dans sa vie, renonce aux élections qui auraient fait de lui le prochain premier ministre britannique, vient la retrouver à New York en emmenant Ian. La seule chose ? Pas exactement. Les parents ont été séparés volontairement par le père de la nouvelle fiancée du Lord. Pour lui, elle est partie avec un autre. Pour elle, il voulait qu'elle s'en aille.

## Fiche technique
Sauf indication contraire, les informations mentionnées dans cette section peuvent être confirmées par les bases de données cinématographiques  présentes dans la section « Liens externes ».
- Titre : Ce dont rêvent les filles
- Titre original : What a Girl Wants
- Réalisation : Dennie Gordon
- Scénario : Jenny Bicks (en) et Elizabeth Chandler d'après la pièce et le scénario du film de 1958 de William Douglas-Home
- Musique : Rupert Gregson-Williams
- Photographie : Andrew Dunn
- Montage : Charles McClelland
- Production : Denise Di Novi, Bill Gerber et Hunt Lowry
- Société de production : Warner Bros., Gaylord Films, DiNovi Pictures, Gerber Pictures, HSI Tomorrow Film et Sloane Square Films
- Société de distribution : Warner Bros. (France / États-Unis)
- Pays de production :  États-Unis,  Royaume-Uni et  Maroc
- Genre : comédie dramatique, comédie romantique
- Durée : 105 minutes
- Dates de sortie : 
  - États-Unis : 4 avril 2003
  - France : 23 juillet 2003

## Distribution
Sauf indication contraire, les informations mentionnées dans cette section peuvent être confirmées par les bases de données cinématographiques  présentes dans la section « Liens externes ».
- Amanda Bynes : Daphné
- Oliver James : Ian Wallas
- Colin Firth : Henry Dashwood
- Kelly Preston : Libby Reynolds
- Anna Chancellor: Glynnis Payne
- Christina Cole : Clarissa Payne
- Jonathan Pryce : Alistair Payne
- Tara Summers : Noelle
- Eileen Atkins : Jocelyn Dashwood
- Charlie Beall : Rufus

## Production
Ce film est le remake de Qu'est-ce que maman comprend à l'amour ? de Vincente Minnelli (1958).
Anna Chancellor qui interprète le rôle de Glynnis Payne a déjà joué aux côtés de Colin Firth. En 1995 elle convoitait Mr Darcy (Colin Firth) sous les traits de Caroline Bingley dans l'adaptation d'Orgueil et Préjugés de la BBC en 1995. Aujourd'hui elle convoite Henry Dashwood (Colin Firth) sous les traits de Glynnis Payne. Elle joue aussi à ses côtés dans le film St. Trinian's.

## Accueil
Le film a reçu un accueil mitigé de la critique. Il obtient un score moyen de 41 % sur Metacritic.